# Clásico RCN 2014
Le Clásico RCN-Claro 2014 ou Duelo de Titanes est la cinquante-quatrième édition du Clásico RCN. Elle se dispute du 26 septembre au 5 octobre 2014, en Colombie.
La course mène les coureurs de Riohacha (département de La Guajira) à Cajicá (département de Cundinamarca).
Dix-huit équipes disputent la compétition pour un total de 177 coureurs.
Le vainqueur de l'épreuve est le Bolivien Óscar Soliz.

## Équipes participantes
Le 15 août, la direction de la course publie le nom des seize équipes invitées. En même temps, elle réserve quatre coupons, pour d'autres formations qui respecteraient les exigences de l'organisation. Au gré des désistements et des inscriptions de dernière minute, ce sont, finalement, dix-huit équipes qui disputent la course.
| Équipe                                                            | Principaux engagés                                                          |
| Formesan - Bogotá Humana - OSP - 40x40                            | Camilo Gómez, Félix Cárdenas, Edwin Sánchez, Óscar Sánchez, Didier Sastoque |
| Movistar Team América                                             | Freddy Montaña, Byron Guamá, Óscar Soliz, Cristian Talero                   |
| EPM - UNE - Área Metropolitana                                    | Óscar Sevilla, Jaime Castañeda                                              |
| Aguardiente Antioqueño - IDEA - Lotería de Medellín               | Alex Cano, Mauricio Ortega, Jairo Salas                                     |
| Coldeportes - Claro                                               | Luis Felipe Laverde                                                         |
| GW Shimano - Chaoyang Kixx - Envía - Gatorade                     | Daniel Rozo                                                                 |
| Fuerzas Armadas - Ejército Nacional                               | Didier Chaparro, Remberto Jaramillo                                         |
| 4-72 Colombia                                                     | Bernardo Suaza, Diego Ochoa                                                 |
| Rionegro con más futuro                                           | Jesús Castaño                                                               |
| Alcaldía de Montelíbano - Asolcaribe                              | Johan Colón, Nelson Soto                                                    |
| Gobernación del Tolima - Indeportes - Pijaos - Carnaval del Pollo | Camilo Tique, Wilson Cardona                                                |
| EBSA - Indeportes Boyacá                                          | Óscar Rivera, Giovanni Báez                                                 |
| Lotería de Boyacá - Indeportes Boyacá - IRDET                     | Juan Carlos Cruz, Wilmer Rodríguez                                          |
| Aguardiente Néctar - STL - 4WD Rent a Car                         | Freddy González, Daniel Balsero                                             |
| Blanco del Valle - Super Giros - Redetrans - InderValle           | Víctor Hugo Peña, Francisco Colorado, Danny Osorio, Cristian Tamayo         |
| Alcaldía de Manizales - Gobernación de Caldas                     | Sebastián Tamayo                                                            |
| Boyacá se Atreve - Liciboy                                        | José Rujano, Fernando Camargo, Santiago Ojeda                               |
| Team Nariño - Aguardiente Nariño                                  | Guido Cárdenas, Edison Díaz                                                 |

## Récit de la course

### Du 26 au 30 septembre: les cinq premières étapes
Le Clásico RCN 2014 commence par cinq étapes de plat, disputés sous une chaleur accablante et toutes terminées par un sprint. Au jeu des bonifications, Jaime Castañeda est leader de l'épreuve quatre soirs sur cinq, seulement relayé par Cristian Tamayo, à l'arrivée à Santa Marta. Ce dernier, ancien spécialiste de la vitesse sur piste, s'impose deux fois, tandis que d'autres sprinteurs comme Castañeda et Byron Guamá gagne une fois. Seul Óscar Sevilla s'immisce dans ce tableau d'honneur, en l'emportant à Barranquilla.

### 1eroctobre: sixième étape
Cette journée se révèle la plus importante de la compétition. la première étape de montagne voit le coureur bolivien Óscar Soliz s'imposer, après avoir terminé les quarante derniers kilomètres en solitaire. Il profite de la neutralisation des principaux favoris pour s'emparer, du même coup, du maillot de leader (qu'il garde jusqu'à la fin de l'épreuve). Si Sevilla, Alex Cano ou le vainqueur sortant Camilo Gómez n'ont qu'entre une minute et quatre-vingt secondes de retard, le Vénézuélien José Rujano perd six minutes, tandis que Félix Cárdenas et Óscar Sánchez abandonnent.

### 2 et 3 octobre: septième et huitième étapes
Le 2 octobre, Giovanni Báez met un terme à près de deux ans sans victoire, en menant à bien une échappée. Soliz arrive 1 min 44 s plus tard dans un petit peloton où tous les chefs de file figurent.

Le lendemain se dresse le mythique col de La Línea. Une attaque de Mauricio Ortega, dans la montée de celui-ci, désagrège le peloton. Une échappée de sept coureurs se forment alors, avec des leaders comme Alex Cano, Freddy Montaña, Camilo Gómez ou Óscar Soliz, en son sein. Le grand absent de cette fugue est le tenant du Tour de Colombie, et grand favori, Óscar Sevilla. Ce dernier arrive avec 1 min 23 s de retard et perd toute chance de remporter la course. Cano s'impose à ses compagnons d'échappée et se place comme dauphin de Soliz, au classement général provisoire, à 1 min 1 s.   

### 4 octobre: neuvième étape
L'avant-dernière étape est la seule du cinquante-quatrième Clásico RCN à se terminer par une ascension. Les rivaux d'Óscar Soliz tentent de le déstabiliser en lançant, tout d'abord, des attaques par l'intermédiaire de leurs équipiers, ainsi Ortega a une nouvelle fois disloqué le peloton leader, puis en déclenchant eux-mêmes les hostilités. Mais Soliz résiste parfaitement, faisant, par là même, un grand pas vers la victoire finale. Il termine dans le même temps que Sevilla, Cano ou Gómez, dix-neuf secondes derrière le vainqueur du jour, Fernando Camargo. Avec une seconde d'avance sur Cano, Camargo devient le nouveau dauphin, à 51 s du Bolivien.

### 5 octobre: dixième et dernière étape
L'ultime étape en contre-la-montre se termine en apothéose pour Óscar Soliz, puisque non seulement, il s'impose au classement général final mais il dispose, également, de tous ses rivaux dans l'exercice solitaire. De plus, sa formation Movistar s'octroie le classement par équipes et son équipier Cristian Talero, le classement des sprints spéciaux. L'équipe Blanco del Valle, incertaine jusqu'au départ, faute de financement, se distingue en plaçant Danny Osorio, sur le podium et Francisco Colorado à la septième place finale. Alex Cano termine deuxième de l'épreuve, tandis que son équipier Jairo Salas s'adjuge le classement des étapes volantes.

## Les étapes
| Étape     | Date         | Villes étapes                       | km       | Vainqueur d'étape | Leader du classement général |
| 1re étape | 26 septembre | Riohacha - Albania - Riohacha       | 201      | Jaime Castañeda   | Jaime Castañeda              |
| 2e étape  | 27 septembre | Riohacha - Santa Marta              | 162      | Cristian Tamayo   | Cristian Tamayo              |
| 3e étape  | 28 septembre | Santa Marta - Barranquilla          | 135      | Óscar Sevilla     | Jaime Castañeda              |
| 4e étape  | 29 septembre | Barranquilla - El Carmen de Bolívar | 159      | Byron Guamá       | Jaime Castañeda              |
| 5e étape  | 30 septembre | Sincelejo - Montería                | 119      | Cristian Tamayo   | Jaime Castañeda              |
| 6e étape  | 1er octobre  | Caucasia - Santa Rosa de Osos       | 211      | Óscar Soliz       | Óscar Soliz                  |
| 7e étape  | 2 octobre    | Caldas - Chinchiná                  | 158      | Giovanni Báez     | Óscar Soliz                  |
| 8e étape  | 3 octobre    | Chinchiná - Ibagué                  | 166      | Alex Cano         | Óscar Soliz                  |
| 9e étape  | 4 octobre    | Ibagué - Salto del Tequendama       | 169      | Fernando Camargo  | Óscar Soliz                  |
| 10e étape | 5 octobre    | Subachoque - Cajicá                 | 24 (CLM) | Óscar Soliz       | Óscar Soliz                  |

## Classement général
121 coureurs terminent l'épreuve.
| #   | Coureur            | Équipe                                                  |    | Temps           |
| --- | ------------------ | ------------------------------------------------------- | -- | --------------- |
| 1.  | Óscar Soliz        | Movistar Team América                                   | en | 36 h 41 min 6 s |
| 2.  | Alex Cano          | Aguardiente Antioqueño - IDEA - Lotería de Medellín     | +  | 1 min 48 s      |
| 3.  | Danny Osorio       | Blanco del Valle - Super Giros - Redetrans - InderValle |    | 2 min 19 s      |
| 4.  | Fernando Camargo   | Boyacá se Atreve - Liciboy                              |    | 2 min 22 s      |
| 5.  | Camilo Gómez       | Formesan - Bogotá Humana - OSP - 40x40                  |    | 2 min 44 s      |
| 6.  | Óscar Sevilla      | EPM - UNE - Área Metropolitana                          |    | 2 min 50 s      |
| 7.  | Francisco Colorado | Blanco del Valle - Super Giros - Redetrans - InderValle |    | 3 min 8 s       |
| 8.  | Óscar Rivera       | EBSA - Indeportes Boyacá                                |    | 3 min 34 s      |
| 9.  | Freddy Montaña     | Movistar Team América                                   |    | 4 min 34 s      |
| 10. | Didier Sastoque    | Formesan - Bogotá Humana - OSP - 40x40                  |    | 10 min 10 s     |

## Évolution des classements
| Étapes             | Vainqueur          | Classement général | Classement des moins de 23 ans | Classement de la montagne | Classement de la régularité | Classement des étapes volantes | Classement par équipes         |
| ------------------ | ------------------ | ------------------ | ------------------------------ | ------------------------- | --------------------------- | ------------------------------ | ------------------------------ |
| 1re étape          | Jaime Castañeda    | Jaime Castañeda    | Diego Ochoa                    | Non attribué              | Jaime Castañeda             | Daniel Balsero                 | EPM - UNE - Área Metropolitana |
| 2e étape           | Cristian Tamayo    | Cristian Tamayo    | Edison Díaz                    | Remberto Jaramillo        | Cristian Tamayo             | Jairo Salas                    | EPM - UNE - Área Metropolitana |
| 3e étape           | Óscar Sevilla      | Jaime Castañeda    | Nelson Soto                    | Remberto Jaramillo        | Jaime Castañeda             | Edwin Sánchez                  | Coldeportes - Claro            |
| 4e étape           | Byron Guamá        | Jaime Castañeda    | Nelson Soto                    | Remberto Jaramillo        | Jaime Castañeda             | Jairo Salas                    | Coldeportes - Claro            |
| 5e étape           | Cristian Tamayo    | Jaime Castañeda    | Nelson Soto                    | Remberto Jaramillo        | Jaime Castañeda             | Jairo Salas                    | Coldeportes - Claro            |
| 6e étape           | Óscar Soliz        | Óscar Soliz        | Wilson Cardona                 | Santiago Ojeda            | Jaime Castañeda             | Jairo Salas                    | Movistar Team América          |
| 7e étape           | Giovanni Báez      | Óscar Soliz        | Wilson Cardona                 | Santiago Ojeda            | Jaime Castañeda             | Jairo Salas                    | Movistar Team América          |
| 8e étape           | Alex Cano          | Óscar Soliz        | Wilson Cardona                 | Santiago Ojeda            | Jaime Castañeda             | Jairo Salas                    | Movistar Team América          |
| 9e étape           | Fernando Camargo   | Óscar Soliz        | Wilmer Rodríguez               | Santiago Ojeda            | Jaime Castañeda             | Jairo Salas                    | Movistar Team América          |
| 10e étape          | Óscar Soliz        | Óscar Soliz        | Wilmer Rodríguez               | Santiago Ojeda            | Jaime Castañeda             | Jairo Salas                    | Movistar Team América          |
| Classements finals | Classements finals | Óscar Soliz        | Wilmer Rodríguez               | Santiago Ojeda            | Jaime Castañeda             | Jairo Salas                    | Movistar Team América          |